# Three Sisters (Oregon)
Le Three Sisters (letteralmente le "tre sorelle") sono un trio di picchi montuosi di origine vulcanica situati nello stato americano dell'Oregon. L'altezza raggiunta varia leggermente: la North Sister tocca i 3.074 m s.l.m., la Middle Sister i 3.062 e la South Sister 3.157. Situate nella catena delle Cascate e nell'omonimo arco vulcanico, vengono rispettivamente indicate talvolta come Faith, Hope e Charity, indicando con ciò le tre virtù teologali. Tale denominazione potrebbe forse essere attribuita ad un periodo temporale successivo alla loro scoperta nel 1825 ad opera di Peter Skene Ogden, dovendosi infatti ritenere che i nuovi appellativi possano essere stati ideati nell'ambito di una missione metodista degli anni 1840.
Le tre cime rappresentano uno spartiacque delle Cascate, nello specifico tra i bacini dei fiumi Willamette e McKenzie. Esse formano una barriera climatica sulla quale le precipitazioni fluiscono dall'Oceano Pacifico, situato 200 km verso ovest. Ciò si traduce in forti cadute di neve e, a causa dell'altitudine, nella formazione di molti ghiacciai. Le rocce che compongono i tre vulcani mostrano una grande diversità e rivelano una complessa struttura geologica, che combina vulcani a scudo e stratovulcani, risalenti al Pleistocene. L'ultima eruzione si verificò principalmente sul versante meridionale della South Sister, poco più di 2000 anni fa. Nel nuovo millennio, un rigonfiamento del terreno e dei terremoti hanno fatto temere un risveglio del vulcano e di movimenti nella sua camera magmatica che hanno richiesto un aumento del livello di sorveglianza, senza conseguenze immediate.
Le Three Sisters vennero scalate per la prima volta tutte tra il 1860 e il 1910, andando solo in seguito ampiamente studiate in particolare per via dei loro ghiacciai. L'ultima in ordine cronologico, la North Sister, presenta un'instabilità rocciosa e il suo isolamento costituisce una durissima sfida in termini di alpinismo, mentre la salita attraverso la South Sister, la cresta meridionale, non è niente più che una semplice escursione di bassa difficoltà. La regione fu protetta una prima volta nel 1893 e culminò infine nel 1964 con l'istituzione di una riserva naturale (Three Sisters Wilderness Reserve), a cavallo tra la foresta nazionale di Willamette e quella di Deschutes. Lo scopo appare quello di meglio tutelare la fauna e la flora, quest'ultima caratterizzata da vaste foreste di conifere.

## Toponimo
Three Sisters significa letteralmente in inglese "tre sorelle": la North Sister, la "sorella del Nord", è anche conosciuta come Faith, Ugly Sister ("sorella brutta") o ancora Gnarly Northy (soprannome che sta per "terribile nordico"), o "Black Beast of the Cascades" (letteralmente "Bestia Nera delle Cascate"). La Middle Sister, la "sorella di mezzo", è altresì conosciuta come Hope o Little Sister ("sorellina"). La South Sister, la "sorella del sud", è anche conosciuta come Charity o Big Sister ("sorella maggiore").
Con Faith, Hope e Charity si designano in inglese le tre virtù teologali, ovvero fede, speranza e carità, ma il riferimento è altresì riconducibile alle sante Fede, Speranza e Carità. Le tre denominazioni si devono probabilmente a membri della missione metodista di Salem, negli anni 1840, anche se un'altra ipotesi vorrebbe che ad affibbiarglielo furono i commercianti di pellame all'inizio del XIX secolo. Indicate collettivamente come Three Sisters su una mappa di John B. Preston nel 1856, si deve a loro il nome della città di Sisters, scelto negli anni 1880. La triplice denominazione sta gradualmente cadendo in disuso a favore di nomi basati sulla loro posizione geografica.
I soprannomi "sorella maggiore" e "minore" denotano rispettivamente l'altezza delle vette, piuttosto che la loro età geologica. Un picco di elevazione a 2.315 m s.l.m. a ovest dei tre picchi principali è stato inoltre chiamato The Husband, "il marito", mentre il monte Bachelor, isolato nel sud-est con i suoi 2.763 metri d'altezza, pare avere anch'esso un legame toponomastico, in quanto bachelor vuol dire scapolo, non ancora maritato. Si tengano inoltre presenti i legami terminologici con il cono detto Little Brother (2.380 m), il "fratellino", e il duomo Step Sister (2.838 m), la "sorellastra".
Le Three Sisters sono chiamate Klah Klahnee (pronuncia klah klah'ne), ovvero i 'Tre Punti', tra le Tribù Confederate di Warm Springs e Klallam (pronuncia klatlam) in lingue salish.

## Geografia

### Posizione geografica
Le Three Sisters si trovano nel nord-ovest degli Stati Uniti, nel centro geografico dell'Oregon, al confine tra le contee di Deschutes a est e quella di Lane a ovest. Si trovano a circa 25 km a sud-ovest della città di Sisters, 40 a ovest di Bend e circa 100 a est di Eugene, mentre Portland dista circa 175 km in direzione nord-nordovest. Le coste dell'Oceano Pacifico si trovano a poco meno di 200 km a ovest. Il vulcano più vicino è il Broken Top, localizzato ad appena 6 km a est-sudest della South Sister, ma la vetta più alta più vicina è il monte Jefferson, 63 km a nord. Tutti i picchi rientrano nella catena delle Cascate.

### Topografia
Le Three Sisters si compongono di tre vulcani principali. La North Sister è la più soggetta all'erosione e svetta per 3.074 m s.l.m. Il diametro alla base è pari a 8 km e vanta più dicchi e filoni-strato di qualsiasi altro vulcano nella catena delle Cascate, spesso erosi per via dell'intrusione di un duomo di lava largo 300 m che ora forma le cime del Prouty Peak e del South Horn. Si possono ancora intravedere le rocce instabili che costituiscono i resti della vetta principale. La Middle Sister resta, con i suoi 3.062 m di altezza, la più piccola e meno studiata delle Three Sisters. Ha una forma conica sul cui versante orientale si scorge un principio di erosione: si trova ad appena 2,23 km a sud-ovest della North Sister e il passo situato tra di loro è localizzato a 2.719 m s.l.m. La South Sister si trova ad una distanza di 5,2 km a sud della Middle Sister e il passaggio intermedio si trova a 2.243 m s.l.m. Si tratta del più alto dei tre vulcani e questo culmina con un cono vulcanico alto 3.157 m, il punto maggiore nelle contee di Deschutes e Lane. Il cratere vulcanico non eroso misura circa 400 m di diametro, all'interno del quale si trova un piccolo lago craterico noto come Teardrop Pool, primo tra tutti i laghi in termini di quota presenti in Oregon.

### Idrografia

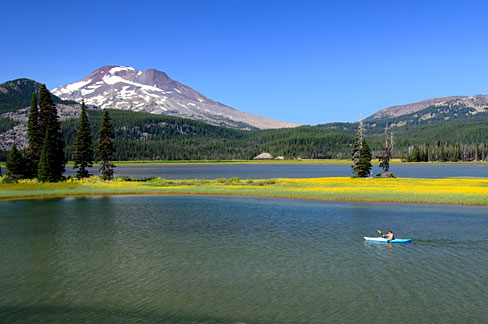
Il lago Sparks e South Sister

Il versante occidentale delle Three Sisters appartiene al bacino del fiume Willamette e più precisamente del fiume McKenzie. Lì prendono origine, da nord a sud, il White Branch e i suoi affluenti diretti o indiretti sulla riva sinistra, i torrenti Glacier, Obsidian e Linton, nonché il Separation - che si unisce al McKenzie attraverso il torrente Horse - e i suoi affluenti diretti o indiretti anche sulla riva sinistra, ovvero l'Hinton Creek, il James e il Mesa. Il versante orientale appartiene al bacino del fiume Deschutes. L'Alder nasce a nord-nord-est del North Sister e sfocia nel torrente Trout prima che la loro acqua si perda nei canali d'irrigazione. Un po' più a sud, il Pole rifornisce la città di Sisters di acqua potabile. I corsi d'acqua Soap, North Fork Squaw, South Fork Squaw e West Fork Squaw alimentano la riva sinistra dal Whychus (in passato noto come Squaw) la cui sorgente si trova sul versante settentrionale del Broken Top. Il versante meridionale della South Sister dà origine ai torrenti Goose e Fall, due dei tre fiumi che alimentano il lago Sparks, uno specchio d'acqua endoreico alla base delle pendici occidentali inferiori del monte Bachelor.
Altri laghi degni di nota, ma di lunghezza non superiore a poche centinaia di metri, sono il lago Yapoah a nord della zona pedemontana di North Sister, il Demaris a est della Middle Sister, i laghi Camp, Chambers e Carver tra la Middle e la South Sister, i Green Lakes tra quest'ultima e il Broken Top e il lago Moraine a sud. Il Teardrop Pool si forma in estate dall'acqua di fusione dei ghiacciai che occupano il cratere della South Sister.

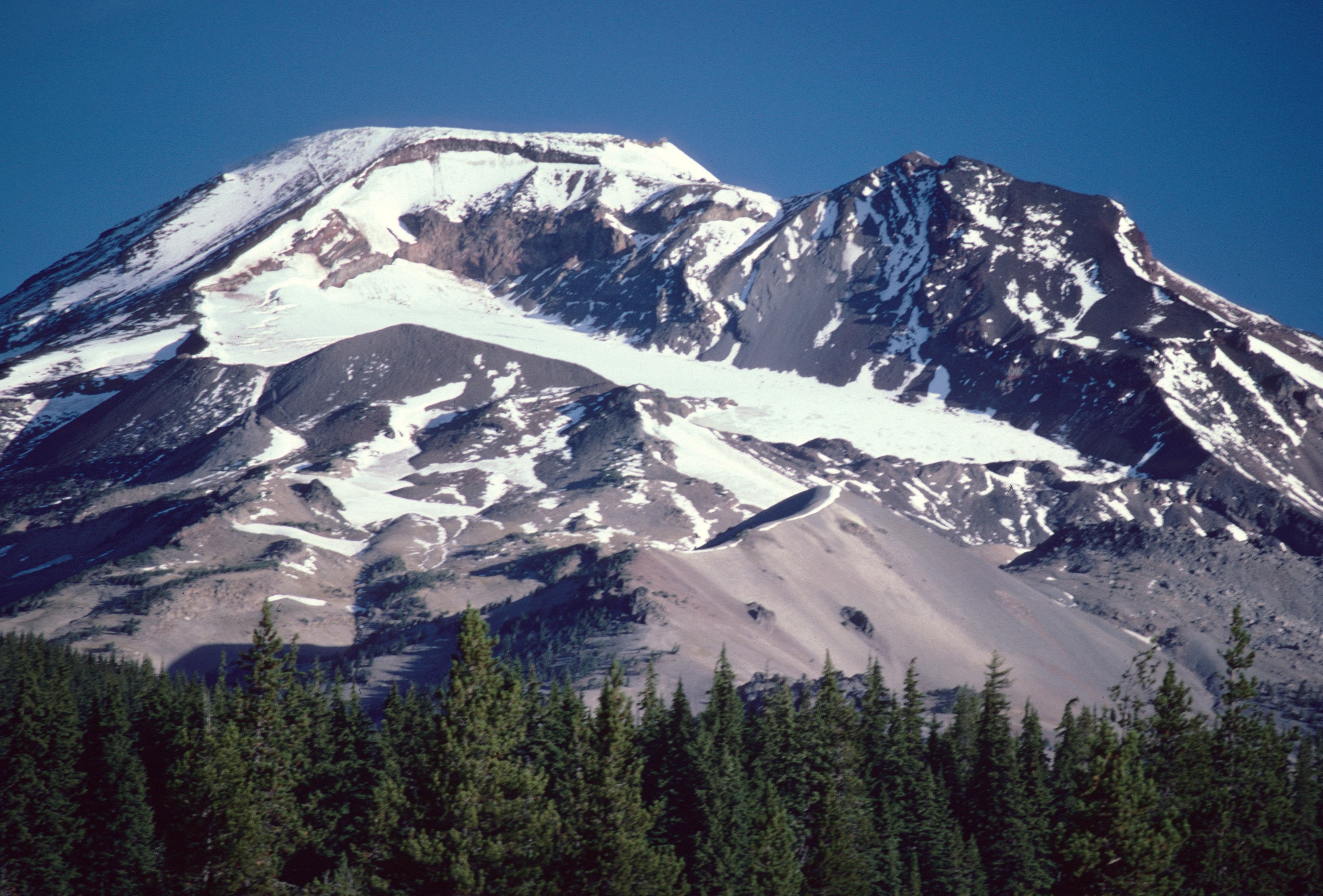
La South Sister da sudest con il ghiacciaio Lewis sotto la vetta

Le Three Sisters hanno poco meno di 130 nevai e ghiacciai che si estendono tra i 2.055 e i 3.142 m di elevazione per un'area cumulativa di poco meno di 10 km². Una quindicina di essi ha una propria denominazione e il numero di totale degli ammassi di acqua ghiacciata rappresenta quasi la metà di quelli ufficialmente registrati in Oregon. i ghiacciai Linn e Villard si trovano a nord della vetta di North Sister, mentre il Thayer si trova sul suo versante orientale; il ghiacciaio Collier si sviluppa tra North e Middle Sister, sul loro versante occidentale, e scorre verso nord-ovest; i ghiacciai Renfrew e Hayden si trovano rispettivamente sui pendii nord-ovest e nord-est della Middle Sister, mentre il Diller si trova sul suo versante sud-orientale; nello spazio tra la Middle e la South Sister sono arroccati da nord a sud i ghiacciai Irving, Carver e Skinner; infine, intorno alla sommità della South Sister, in senso orario, si trovano i ghiacciai Prouty, Lewis, Clark, Lost Creek ed Eugene. Il ghiacciaio del Collier, nonostante si sia ridotto di 1.500 m e abbia fatto registrare una perdita del 64% della sua superficie tra il 1910 e il 1994, è generalmente considerato il maggiore delle Three Sisters. Alcune fonti datate lo descrivono come il più grande dell'Oregon, ma risulta superato da diversi ghiacciai del monte Hood, tra cui l'Eliot, che lo supera di due volte e mezzo per dimensione. Secondo le fonti, il ghiacciaio Prouty è talvolta considerato anche più esteso del Collier.

### Geologia

Diagramma della zona tettonica della catena delle Cascate

L'arco vulcanico delle Cascate appare direttamente sopra una zona di subduzione, quella della Cascadia. L'episodio che segnò l'origine della maggior parte della catena delle Cascate cominciò 36 milioni di anni fa. Il resto della placca Farallon viene chiamata Juan de Fuca. In concomitanza con la diminuzione dell'attività vulcanica, durante il Miocene (17-12 milioni di anni fa), quantità colossali di basalto si riversarono nell'attuale bacino del Columbia. Con la separazione simultanea della placca Explorer e l'ispessimento della zona di subduzione, l'angolo del piano di Wadati-Benioff aumentò. L'attrito si fece più intenso, il rilievo aumentò e il vulcanesimo riprese. Un complesso vulcanico noto come Tumalo fece la sua comparsa nella regione tra 700.000 e 600.000 anni fa e sperimentò eruzioni esplosive fino a 170.000 anni fa. Le più antiche colate laviche basaltiche della North Sister coprono i più recenti depositi piroclastici del complesso vulcanico di Tumalo. Le Three Sisters si trovano al centro di una serie di vulcani insolitamente vicini, che si estendono per 40 km dal Three Fingered Jack a nord fino al Bachelor a sud, passando per il monte Washington, per il cratere di Belknap, il Broken Top e il monte Tumalo, mentre invece la media nel gruppo montuoso delle Cascate in termini di chilometri misura tra 60 e 100 km.

Mappa petrologica delle Three Sisters e del Broken Top

La North Sister è un cono vulcanico poggiato su un vulcano a scudo composto principalmente da andesite basaltica. La Middle Sister è uno stratovulcano composto principalmente da basalto proveniente da molte aperture vulcaniche, da andesite prodotta da un cono e da dacite e riodacite sversati da duomi e colate laviche. Composta da andesite basaltica, riolite e riodacite, la South Sister è uno stratovulcano che si erge su un antico vulcano a scudo. Le glaciazioni del Pleistocene e dell'Olocene contribuirono allo scavo di profondi circhi glaciali presso la North e la Middle Sister, rivelando così la struttura interna di questi vulcani; la South Sister appare significativamente meno erosa.

### Clima
La località si trova lungo lo spartiacque continentale delle High Cascades e funge da barriera di fronte ai venti prevalenti da ovest dall'Oceano Pacifico. La quantità di precipitazioni (neve in inverno) registrata in zona è significativa: la stazione di Dutchman Flat, malgrado localizzata a soli 2.000 metri sul livello del mare sul versante settentrionale del Bachelor, è l'unica con copertura nevosa paragonabile a quella ricevuta dalla triplice vetta. Con dati disponibili dal 1930, i numeri evidenziano come il picco si registri grosso modo all'inizio di aprile con una media di 3 m ed estremi minimi e massimi pari a 1,2 m e 5,5 m (record registrato nel 1999). La neve cade durante il mese di dicembre e rimane di solito sul terreno fino a giugno. Le precipitazioni medie annue diminuiscono nella zona pedemontana orientale della regione per via del fenomeno dell'ombra pluviometrica. Le estati sono fresche e gli inverni molto umidi; alcune influenze continentali si fanno talvolta sentire, accentuando le variazioni stagionali.
| Bollettino meteorologico delle Three Sisters (1993-2013) | Mesi | Mesi | Mesi | Mesi | Mesi | Mesi | Mesi | Mesi | Mesi | Mesi | Mesi | Mesi | Stagioni | Stagioni | Stagioni | Stagioni | Anno  |
| Bollettino meteorologico delle Three Sisters (1993-2013) | Gen  | Feb  | Mar  | Apr  | Mag  | Giu  | Lug  | Ago  | Set  | Ott  | Nov  | Dic  | Inv      | Pri      | Est      | Aut      | Anno  |
| -------------------------------------------------------- | ---- | ---- | ---- | ---- | ---- | ---- | ---- | ---- | ---- | ---- | ---- | ---- | -------- | -------- | -------- | -------- | ----- |
| T. max. media (°C)                                       | −1   | −0,9 | −0,5 | 3,6  | 6,7  | 12,0 | 17,4 | 17,4 | 14,4 | 8,4  | 1,0  | −0,3 | −0,7     | 3,3      | 15,6     | 7,9      | 6,5   |
| T. media (°C)                                            | −5,9 | −5,5 | −4,9 | −3,2 | 0,4  | 4,7  | 10,6 | 9,2  | 6,1  | 2,2  | −3,3 | −5,0 | −5,5     | −2,6     | 8,2      | 1,7      | 0,4   |
| T. min. media (°C)                                       | −10  | −8,6 | −9,1 | −7,7 | −4,7 | −1,5 | 2,6  | 2,9  | 0,2  | −2,7 | −6,2 | −9,2 | −9,3     | −7,2     | 1,3      | −2,9     | −4,5  |
| Giorni di gelo (Tmin ≤ 0 °C)                             | 24   | 21   | 20   | 18   | 11   | 4    | 1    | 1    | 7    | 14   | 21   | 25   | 70       | 49       | 6        | 42       | 167   |
| Precipitazioni (mm)                                      | 117  | 102  | 105  | 71   | 57   | 40   | 20   | 22   | 32   | 62   | 147  | 145  | 364      | 233      | 82       | 241      | 920   |
| Giorni di pioggia                                        | 13   | 14   | 14   | 12   | 9    | 7    | 4    | 4    | 6    | 8    | 14   | 14   | 41       | 35       | 15       | 28       | 119   |
| Ore di soleggiamento mensili                             | 290  | 320  | 372  | 425  | 461  | 454  | 543  | 513  | 475  | 394  | 310  | 260  | 870      | 1 258    | 1 510    | 1 179    | 4 817 |

### Ecologia

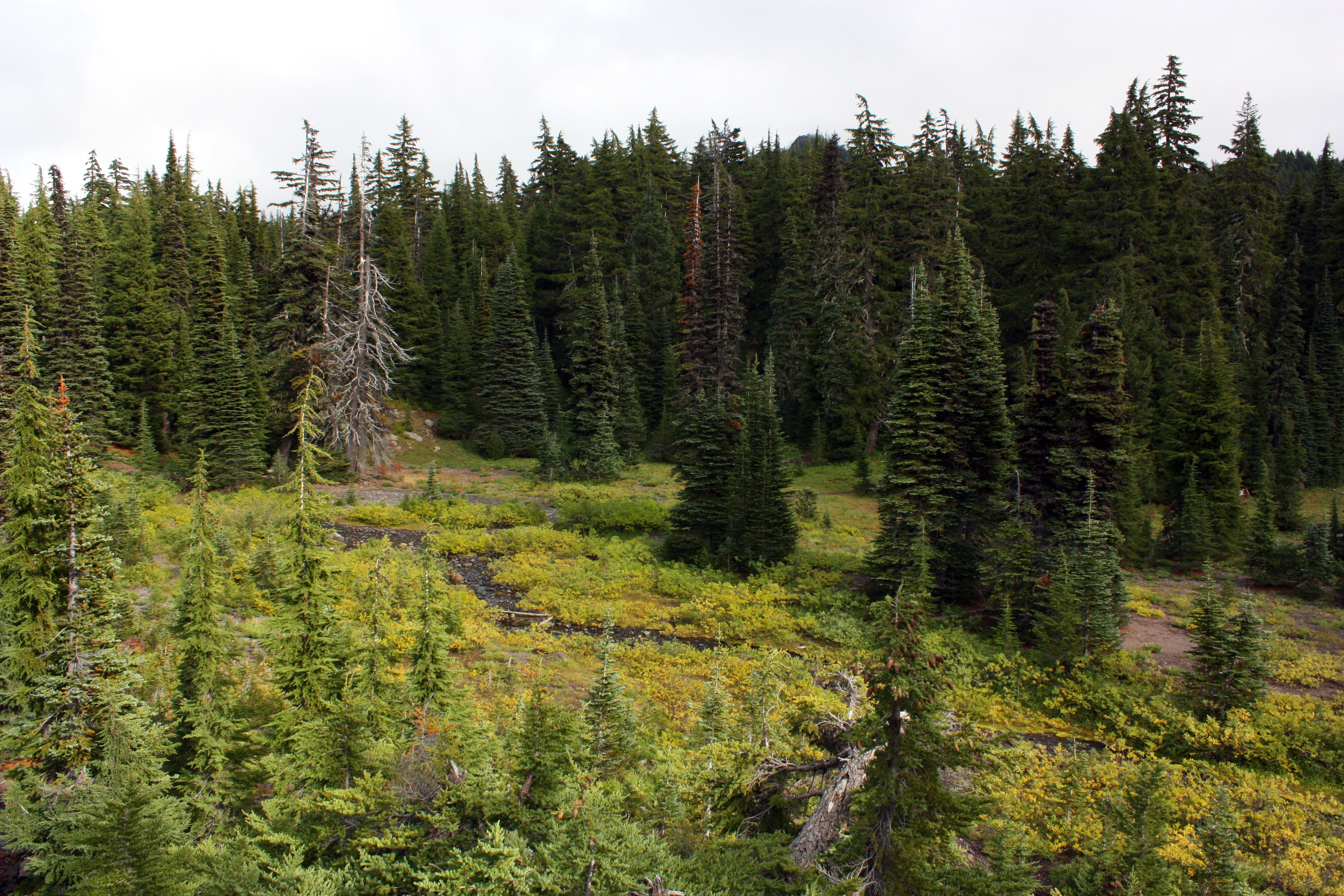
La foresta di tsughe mertensiane e abeti delle rocce nella valle del torrente White Branch, sul versante occidentale delle Three Sisters

Le Three Sisters rientrano nell'ecoregione dei piani montano e sub-montano delle Cascate, una sezione che include le più alte vette innevate della catena al di sopra dei 2.000 m di elevazione, oltre che praterie di alta quota; si rintracciano inoltre anche dei torrenti, dei circhi e dei laghi glaciali. Le glaciazioni del Pleistocene rimodellarono fortemente il paesaggio e lasciarono morene e valli a forma di U. La vegetazione si è adattata per sopravvivere a queste condizioni di altitudine, freddo e neve. Alcuni esemplari di tsuga mertensiana, abete delle rocce (Abies lasiocarpa) e pino dalla corteccia bianca (Pinus albicaulis) costellano i prati subalpini composti da erbe e arbusti presso la linea degli alberi, collocato tra 2.150 e 2.300 m di altitudine. Poco più in basso si trovano il cipresso di Nootka (Cupressus nootkatensis), l'abete amabile (Abies amabilis), l'abete nobile (Abies procera), il pino bianco occidentale (Pinus monticola) e il pino contorto (Pinus contorta), mentre il peccio di Engelmann (Picea engelmannii), più comune nelle Montagne Rocciose, prospera lungo i torrenti. Al livello delle zone pedemontane si possono osservare l'abete bianco (Abies alba), l'abete di Douglas (Pseudotsuga menziesii), la tsuga occidentale (Tsuga heterophylla) e il pino giallo (Pinus ponderosa). Esemplari di Carex breweri, Carex eteroneura, Carex nigra e astro alpino (Aster alpinus) crescono invece lungo le paludi. Lupini (Lupinus), gigli (Lilium), astri (Aster), floghi (Phlox), digitali (Digitalis), rododendri (Rhododendron), incluse specie di Rhododendron macrophyllum e Xerophyllum tenax, rappresentano la maggior parte delle piante da fiore. Sulle quote maggiori roccia e neve primeggiano rispetto alla vegetazione.
Per quanto riguarda la fauna, tra i mammiferi carnivori presenti sul Jefferson figurano gli orsi neri (Ursus americanus), il coyote (Canis latrans), il puma (Puma concolor), la martora americana (Martes americana), il tasso americano (Taxidea taxus), l'ermellino (Mustela erminea) e, al di fuori dei periodi di letargo, il chipmunk di Townsend (Tamias townendii), lo scoiattolo terricolo dorato (Spermophilus lateralis), il pica americano (Ochotona princeps), la marmotta dal ventre giallo (Marmota flaviventris) e vari tipi di Sorex. Conigli, scoiattoli e topi, assai comuni in zona, erano in passato tra le prede cacciate come selvaggina. Il wapiti di Roosevelt (Cervus canadensis roosevelti), il cervo mulo (Odocoileus hemionus) e la sottovariante delle Montagne Rocciose (Odocoileus hemionus hemionus) sono cervidi che si possono incontrare anche in estate, ma se quest'ultimo migra nei deserti dell'Oregon orientale in inverno, gli altri dell'elenco si recano a ovest. La lince rossa (Lynx rufus) e il ghiottone (Gulo gulo) figurano tra le specie più minacciate di estinzione nella regione. Tra le specie ornitologiche che nidificano in zona oltre la linea degli alberi, la più comune è il fanello rosato testagrigia (Leucosticte tephrocotis). Altri volatili comuni risultano l'aquila di mare testabianca (Haliaeetus leucocephalus), la nocciolaia di Clark (Nucifraga columbiana), l'azzurro di montagna (Sialia currucoides), il crociere comune (Loxia curvirostra), il merlo acquaiolo americano (Cinclus mexicanus), il junco occhiscuri (Junco hyemalis), il picchio pettorosso (Sphyrapicus ruber), il picchio di Williamson (Sphyrapicus thyroideus), il lucherino delle pinete (Spinus pinus) o il passero arboricolo (Spizella arborea). I principali laghi e fiumi che circondano la triplice sommità sono popolati da salmerini di fonte (Salvelinus fontinalis) e trote iridee (Oncorhynchus mykiss).

## Attività vulcanica

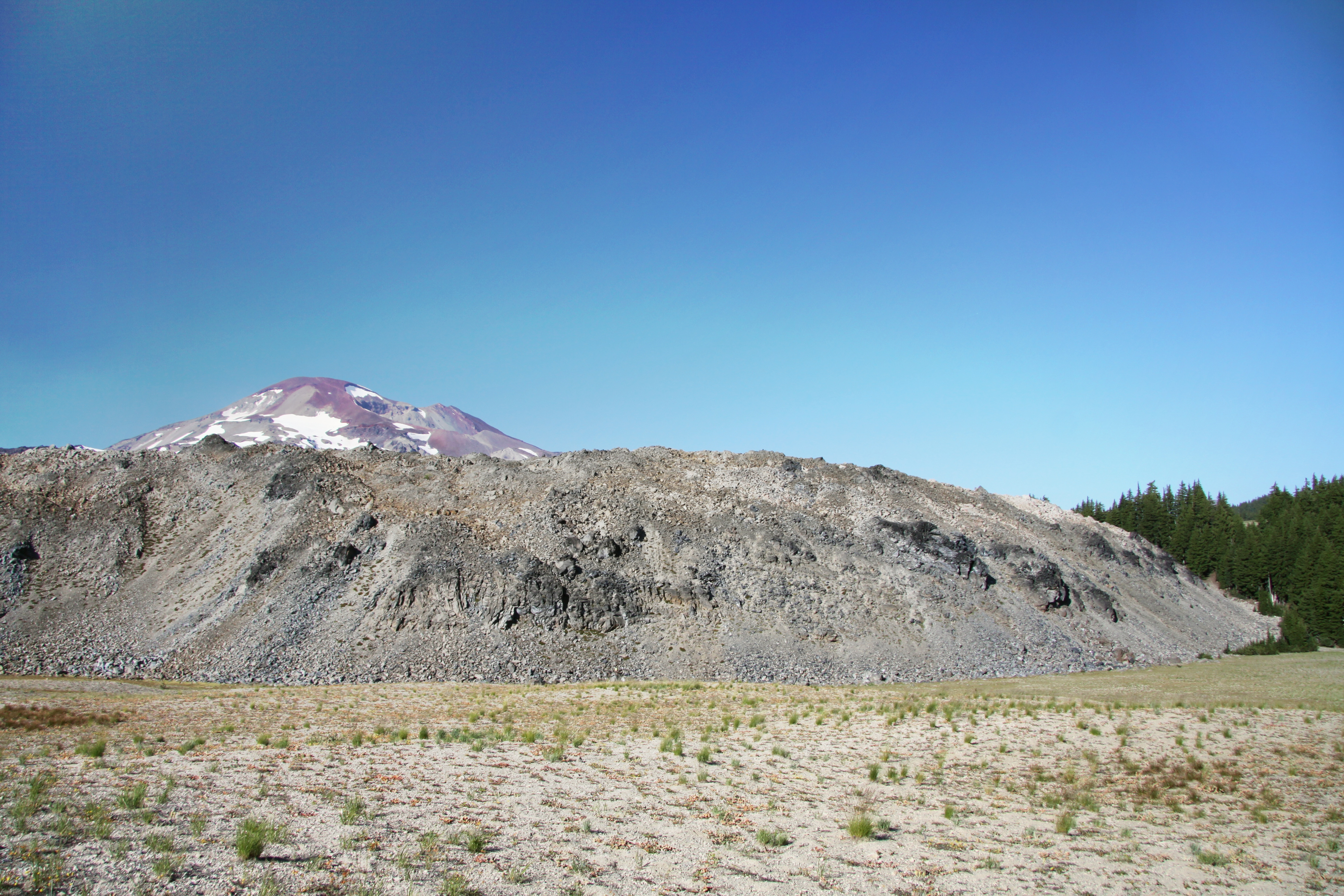
Il flusso di lava di Rock Mesa con la South Sister sullo sfondo

La North Sister, il più antico dei tre vulcani, nacque assieme al complesso vulcanico di Tumalo, e più in particolare su un altro vulcano a scudo noto come Little Brother che ha meno di 170.000 anni fa. Le eruzioni si susseguirono principalmente fino alla fine del Pleistocene, tra 100.000 at 50.000 anni fa; poiché quanto rilasciato più di recente risale al massimo a 25.000 fa ed è ormai considerato spento. La Middle Sister si formò tra 100.000 e 50.000 anni fa: al termine di tale ciclo, un vulcano a scudo comparì nell'attuale perimetro della South Sister. Quest'ultimo è il più giovane dei tre vulcani, con la maggior parte della montagna originatasi circa 25.000 anni fa e di sicuro non più di 40.000. La Middle Sister vide la sua ultima eruzione intorno a 14.000 anni fa ed è oggi considerato inattivo. Le ultime eruzioni del South Sister, dopo aver emesso colate e dato origine a duomi lavici a sud verso il lago Sparks in quantità indefinita, risalgono a circa 2000 anni e appare spento. Verso il 350 a.C., un episodio eruttivo generò coni secondari sul versante sud-ovest e poi una densa colata di lava riolitica, dando origine al Rock Mesa. Infine, verso il 50 a.C., rocce intrusive composte da silice ed emesse da un'apertura sul pendio sud-est, e in misura minore sul versante nord, diedero vita a quello che risulta conosciuto come ciclo di Devils Hill.

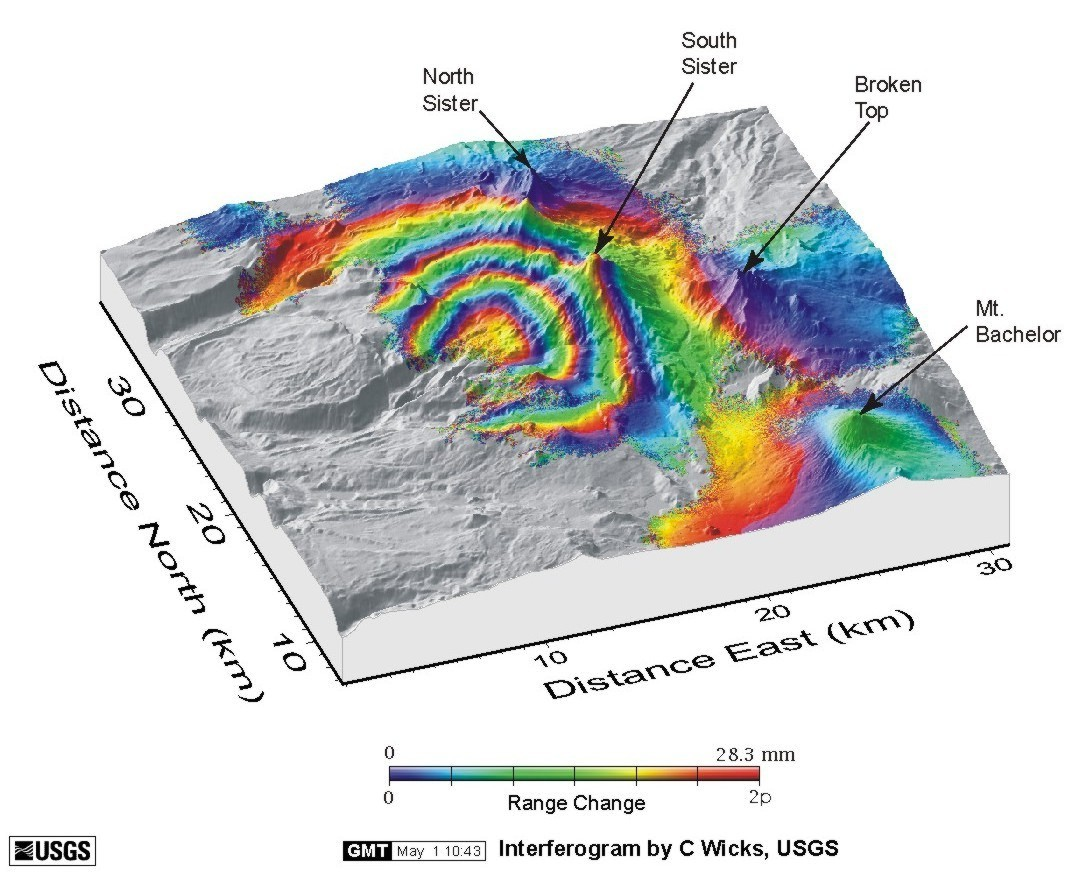
Mappa del rigonfiamento vicino alle Three Sisters realizzata utilizzando un satellite per telerilevamento nel 2001

Nel maggio del 2001, un satellite per telerilevamento rivelò un rigonfiamento topografico continuo nei quattro anni precedenti, inizialmente dell'ordine di un cm all'anno fino al 1998 e poi raggiungendo da 3 a 4 cm all'anno negli anni successivi. L'area, con un diametro compreso tra 15 e 20 km, dista 5 km a ovest della South Sister. Temendo una possibile ricarica magmatica a 7 km di profondità, si scelse di studiare meglio il vulcano. Nel marzo del 2004, uno sciame di trecento sismi di magnitudo di un massimo di 1,5 proseguì per diversi giorni. Il volume del magma che avrebbe potuto essere riversato andò stimato tra i 50 e 70 milioni di metri cubi. Nel 2005, si rilevò una diminuzione della velocità di rigonfiamento per rappresentare solo pochi millimetri all'anno. Nel 2006, si verificarono sette nuovi terremoti fino a magnitudo 1.8, fino a quando, nel 2007, la rivolta si stabilizzò e lo stato di vigilanza diminuì, sebbene la regione rimase potenzialmente attiva. L'estensione del rigonfiamento misurava 25 cm in ampiezza al centro e infine raggiunse un'estensione su circa 600 km².

### Valutazione e prevenzione dei rischi

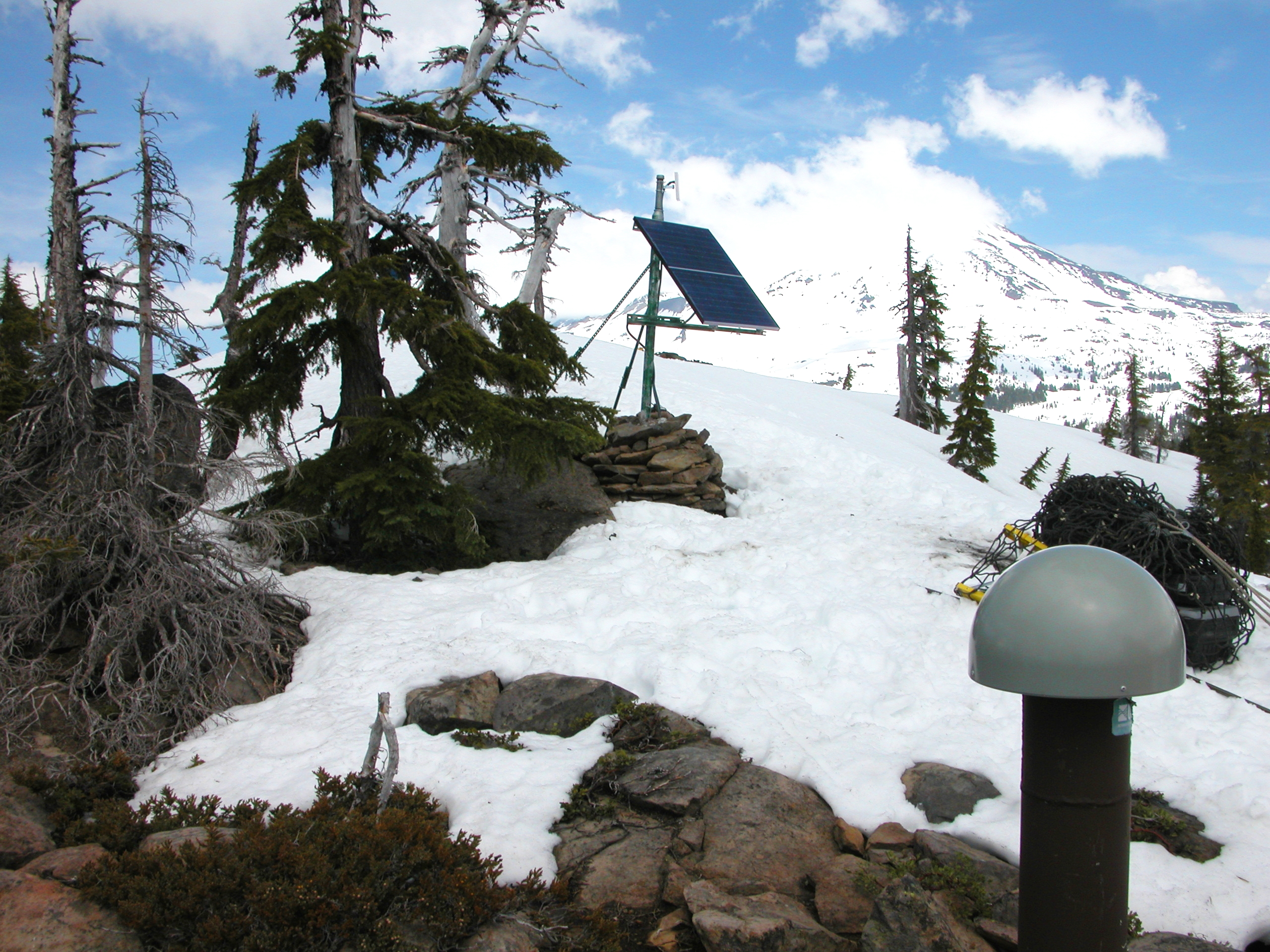
Uno dei ricevitori GPS presso il The Husband, con il versante sud-ovest della Middle Sister sullo sfondo

In occasione del rigonfiamento verificatosi principalmente tra il 1996 e il 2007, inizialmente rilevato utilizzando un satellite per telerilevamento da interferometria, si rafforzarono i mezzi di monitoraggio nella regione delle Three Sisters. Infatti, se la ricarica del magma può far temere un risveglio del vulcano, un'eruzione sarebbe preceduta da un insieme di altri segnali precursori, tra cui terremoti isolati, sciami di scosse minori causate dalla fratturazione della roccia durante la risalita del magma e significative emissioni di gas vulcanici. Per rilevarli, la USGS e il Pacific Northwest Seismic Network con sede presso le università del Washington e dell'Oregon decisero di intensificare la sua rete di sismografi e di punti geodetici proponendosi di installare due rilevatori GPS, analizzare regolarmente la composizione chimica e la temperatura dell'acqua e, infine, effettuare misurazioni periodiche del contenuto di diossido di carbonio nell'aria mediante elicotteri e mediante campionamento del suolo.
Secondo la geodeta Susan Riddick dell'Università dell'Oregon, se si fosse verificata un'eruzione o fosse ancora in arrivo come risultato di questo rigonfiamento, essa giungerebbe da un nuovo e piccolo cono vulcanico, ciò a causa della lontananza della zona; inoltre, risulterebbe legittimo presumere che probabilmente l'intensità apparirebbe bassa. Grazie all'isolamento della regione, il rischio in cui incorrerebbe la popolazione circostante sono limitati.

## Storia
La regione delle Three Sisters fu occupata alla fine dell'ultima glaciazione dagli amerindi, principalmente tribù dei paiute settentrionale a est e Molala a ovest, i quali beneficiavano in estate e in autunno delle risorse naturali. Essi raccoglievano bacche, intagliavano ceste, cacciavano ed estraevano ossidiana per realizzare punte di freccia e lance anche per venderle. Tracce di arte rupestre sono visibili a Devils Hill, a sud delle South Sister.
Il primo occidentale a scoprire il Three Sisters fu l'esploratore Peter Skene Ogden della Compagnia della Baia di Hudson nel 1825, il quale riferì di aver scorto "un discreto numero di alte montagne" a sud del monte Hood. Dieci mesi dopo, nel 1826, il suo collega botanico David Douglas confermò la loro esistenza e riferiva dalla valle di Willamette l'esistenza di "cime coperte" di neve su uno sconosciuto sentiero nel paese". Poiché questa valle andò gradualmente colonizzata negli 1840, gli statunitensi e i primi discendenti degli europei si avvicinarono alle vette da ovest e probabilmente le nominarono individualmente in quel momento. I vari esploratori li usarono regolarmente come punto di riferimento da est, come ad esempio Nathaniel Jarvis Wyeth nel 1839, il capitano John Charles Frémont e il suo corpo di topografi nel 1843, i luogotenenti Robert S. Williamson e Henry Larcom Abbot accompagnati da John Strong Newberry come parte del Pacific Railroad Surveys nel 1855. Nel 1862, per collegare la valle di Willamette ai ranch dell'Oregon centrale, oltre che alle miniere d'oro dell'Oregon orientale e dall'Idaho, Felix e Marion Scott tracciarono, a nord del cratere Yapoah e attraverso il passo di Scott, una via abbastanza larga da consentire il transito di carri coperti. Il tracciato diventò noto come Scott Trail prima di essere gradualmente abbandonato all'inizio del Novecento a favore dalla strada del passo McKenzie più a nord.
La prima ascensione della Middle Sister terminò con un successo nel 1860. George H. Collier, un professore dell'Università dell'Oregon giunto dall'Ohio nel 1868, scalò parzialmente le Three Sisters nel 1880: uno dei ghiacciai locali porta attualmente il suo nome. Dal 1883, un gruppo della United States Geological Survey (USGS) guidato da J.S. Diller iniziò lo studio sistematico delle montagne della catena delle Cascate, costeggiandole per l'est e facendo incursioni verso ciascuna delle vette notevoli, incluse le Three Sisters. La prima salita ufficiale della South Sister risale allo stesso anno grazie alla spedizione guidata da Adolph Dekum. Questi riporta nel suo diario l'esistenza prima della cima di mucchi di pietre da 1,50 a 1,80 m di altezza, simili a quanto ritrovato sul monte Bachelor e sul Maiden Peak, a testimonianza di cerimonie vicine ai riti di passaggio di tribù di nativi americani non identificate. La North Sister rimaneva l'ultima grande sfida nel gruppo montuoso, a causa della sua grande difficoltà e inaccessibilità; la sommità si raggiunse infine nel 1910 da Harley H. Prouty.
Alla fine dell'Ottocento, la produzione di lana divenne intensiva nell'Oregon orientale. Gli allevatori, alla ricerca di nuove zone di pascolo, conducevano ogni anno i loro capi (comprese tra 1.500 e 2.500 pecore) verso le Three Sisters. Questi arrivavano a maggio o giugno nei boschi di pini contorti sulle zone pedemontane, soprattutto intorno al torrente Whychus, e ad agosto in direzione di alpeggi, allo scopo di rimanere lì fino a settembre. Nell'ultimo decennio del XIX secolo, il pascolo eccessivo si fece decisamente pronunciato. Nonostante le restrizioni normative, egli raggiunse il picco nel 1910 prima che ciò fosse totalmente vietato negli anni Trenta per quanto riguardava le North e Middle Sisters, raggiungendo poi nel 1940 anche la South.
Nel 1893, il presidente Grover Cleveland, sulla base del Forest Reserve Act of 1891, decise di istituire la riserva forestale della catena delle Cascate, comprendente una striscia di terra larga da 30 a 100 km attorno alla sua cresta principale, dalla gola del Columbia fin quasi al confine con la California. Nel 1905, l'ente supervisore passò dal Land Office al Forest Service (USFS). Dapprima ribattezzata riserva forestale delle Cascate, fu convertita in foresta delle Cascate nel 1907. L'anno successivo questa subì una divisione: la sua parte orientale divenne la foresta nazionale di Deschutes, quella occidentale si fuse nel 1934 con la foresta di Santiam per dare vita alla foresta nazionale di Willamette.

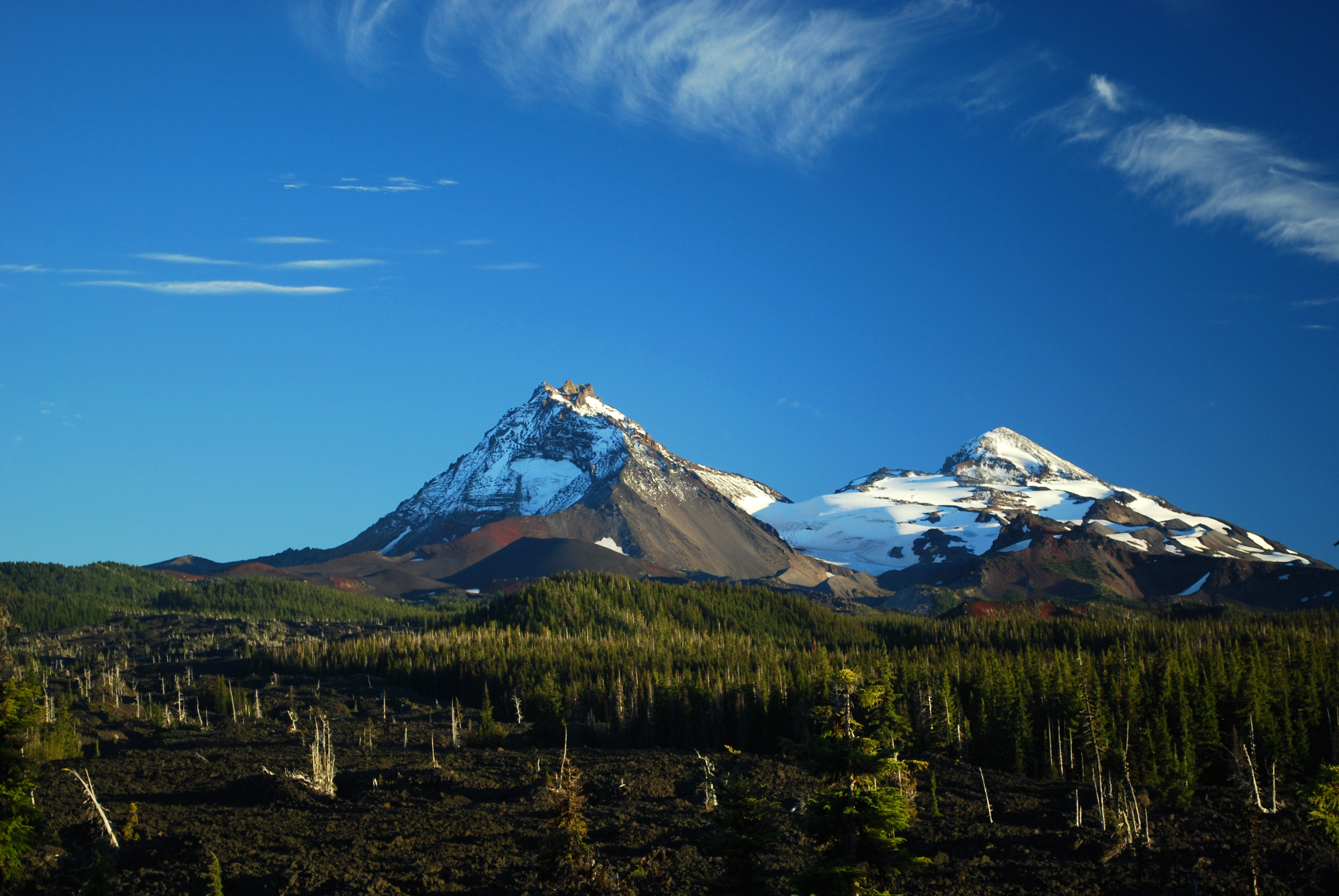
La North Sister, che torreggia sopra il cono di Collier, e il Middle Sister, con il ghiacciaio Collier in mezzo, ammirato da ovest

La maggioranza dei ghiacciai delle Three Sisters viene descritta una prima volta da Ira A. Williams dell'Oregon Bureau of Mines and Geology nel 1916. Fu, tuttavia, nel 1924 che il dottore Edwin T. Hodge dell'Università dell'Oregon effettuò un primo studio scientifico sul ghiacciaio Collier; lo studioso colse l'occasione per mappare l'area e nominare diversi punti delle Three Sisters. Dall'agosto del 1928, Ray Rims, con l'esperienza maturata dopo le scalate e le prove effettuate nel suo club degli Ossidiani (Obsidians Club) di Eugene, supervisionò annualmente, per un totale di trent'anni, escursioni al ghiacciaio del Collier. L'ammasso nevoso venne inoltre ampiamente studiato tra il 1930 e il 1960 dal club d'alpinismo di Mazamas.
La Three Sisters Marathon ha le sue origini nel 1931, quando Don Woods, Ed Johnson e Clifford Stalsberg degli ossidiani completarono il passaggio su tutti tre picchi in circa 16 ore e 30 minuti da un campo alla base della North Sister al campo estivo di Green Lakes.
Negli anni Trenta, si valutò l'ipotesi di nominare le Three Sisters come monumento nazionale. Per mantenere la propria autorità sulla regione, il Corpo Forestale decise di sancire nel 1937 una zona primitiva (primitive area) su 773 km². L'anno successivo, su iniziativa dell'ambientalista e dipendente del Servizio Forestale Bob Marshall, fu estesa di 225 km² nel bacino del torrente French Pete. Tuttavia, questo morì nel 1939 e, nel 1957, il Servizio Forestale decise di riclassificare la regione come area naturale (wild area) rimuovendo, nonostante le proteste degli ambientalisti locali, i dintorni del torrente French Pete, dove prosperavano foreste molto antiche. Con la ratifica del Wilderness Act nel 1964, l'area naturale accorpò il National Wilderness Preservation System. Grazie alla mobilitazione in tutto lo stato dell'Oregon, il Congresso decise nel 1978 di firmare l'Endangered American Wilderness Act, evento che portò alla reintegrazione del torrente French Pete e dei suoi dintorni nella riserva integrale delle Three Sisters. La zona protetta andò ulteriormente ampliata nel 1984 con l'adozione dell'Oregon Wilderness Act di 154 km² intorno i laghi Erma Bell.

## Attività ricreative

### Escursionismo e alpinismo

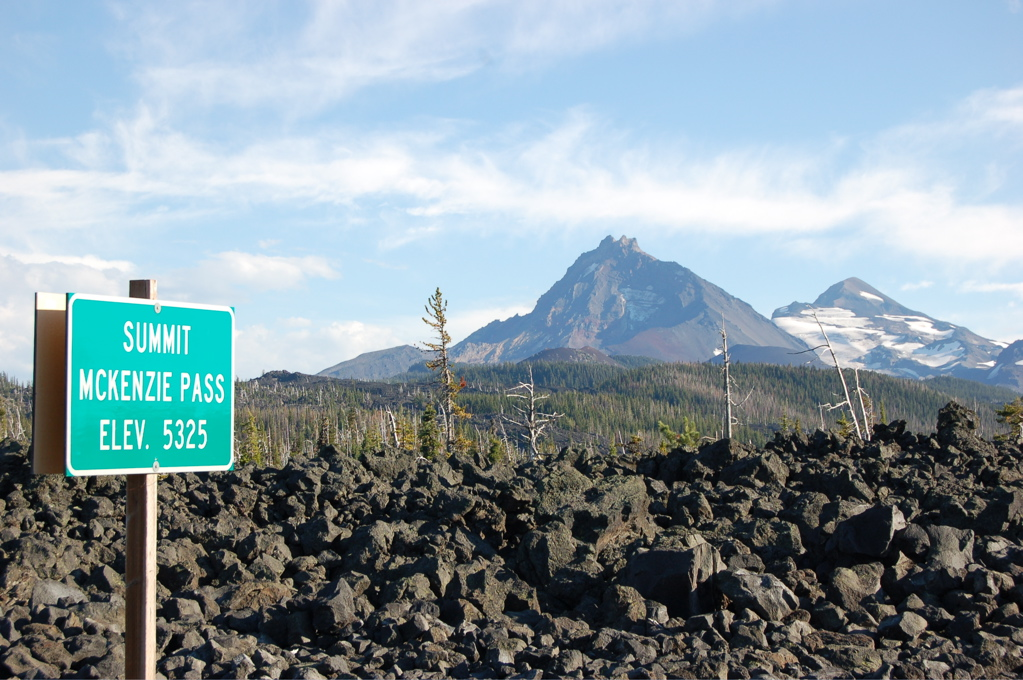
La North e la Middle Sister viste dal passo McKenzie

È possibile accedere alla South Sister da Bend tramite la Route 46/372, meglio conosciuta come Cascade Lakes Highway. L'approccio alla North e alla Middle Sister è tramite la Route 242, o McKenzie Highway, da Sisters. In caso di salita da est, un'importante rete di strade forestali si separa dalla strada principale a sud; da ovest, devi attraversare il passo McKenzie e continuare la strada per poco più di 6 km fino all'inizio del sentiero dell'Ossidiana. Inoltre, una sezione di 65 km del Pacific Crest Trail attraversa la riserva naturale delle Three Sisters e corre lungo i tre vertici.
Il percorso tradizionale per la South Sister, il quale ne percorre la cresta meridionale, è lungo e ripido, ma non tecnico, potendosi infatti compiere in una giornata da Green Lakes o dal lago Devils. Lunga 20 km e con un dislivello di 1.500 m, è classificata come livello di difficoltà come grado 3. Un'altra via, di grado 4, passa tra i ghiacciai Lewis e Prouty, per una distanza di 24 km: questa si può compiere fino alla cima soprattutto con lo sci alpinismo. Da nord è possibile salire attraverso la cresta settentrionale, il corridoio Silver o quello della cosiddetta North Face, la parete nord. Vi è la possibilità di eseguire lo sci alpinismo e viaggiare con racchette da neve in inverno, ma anche lo sci di fondo viene praticato sul versante.
La Middle Sister può essere scalata dalle creste meridionali o settentrionali. Questa seconda, accessibile dal ghiacciaio Hayden da est, per una distanza di 21 km, o dai ghiacciai Collier e Renfrew da ovest per una distanza di 22 km, è considerata più facile. Poco popolare, la sua ascesa risulta nel programma delle Three Sisters. La salita dalla cresta sud-est copre una distanza di 24 km e un dislivello di 1.550 m.
La salita della North Sister è, a causa della notevole erosione e instabilità della roccia, la più pericolosa delle tre cime e forse di tutte le Cascate, tenendo conto dei normali percorsi. Lì si verificarono diversi incidenti mortali e alcuni passaggi hanno assunto il nome di Bowling alley o Terrible traversée. Per questo appare preferibile effettuare la salita quando il terreno è ghiacciato o addirittura innevato, anche se richiede in questo caso una padronanza delle tecniche di alpinismo. La via normale transita per il passo che separa la vetta da quello della Middle Sister, per una distanza di 22 km e 1.200 m di dislivello. Le creste sud-est e nord-ovest possono essere scalate anche ed entrambe hanno una lunghezza di 19 km e un dislivello di 1.300 m. La cresta sud-ovest è percorribile attraverso il ghiacciaio del Collier tramite sci alpinismo, per una distanza di 24 km e 1.450 m di dislivello.

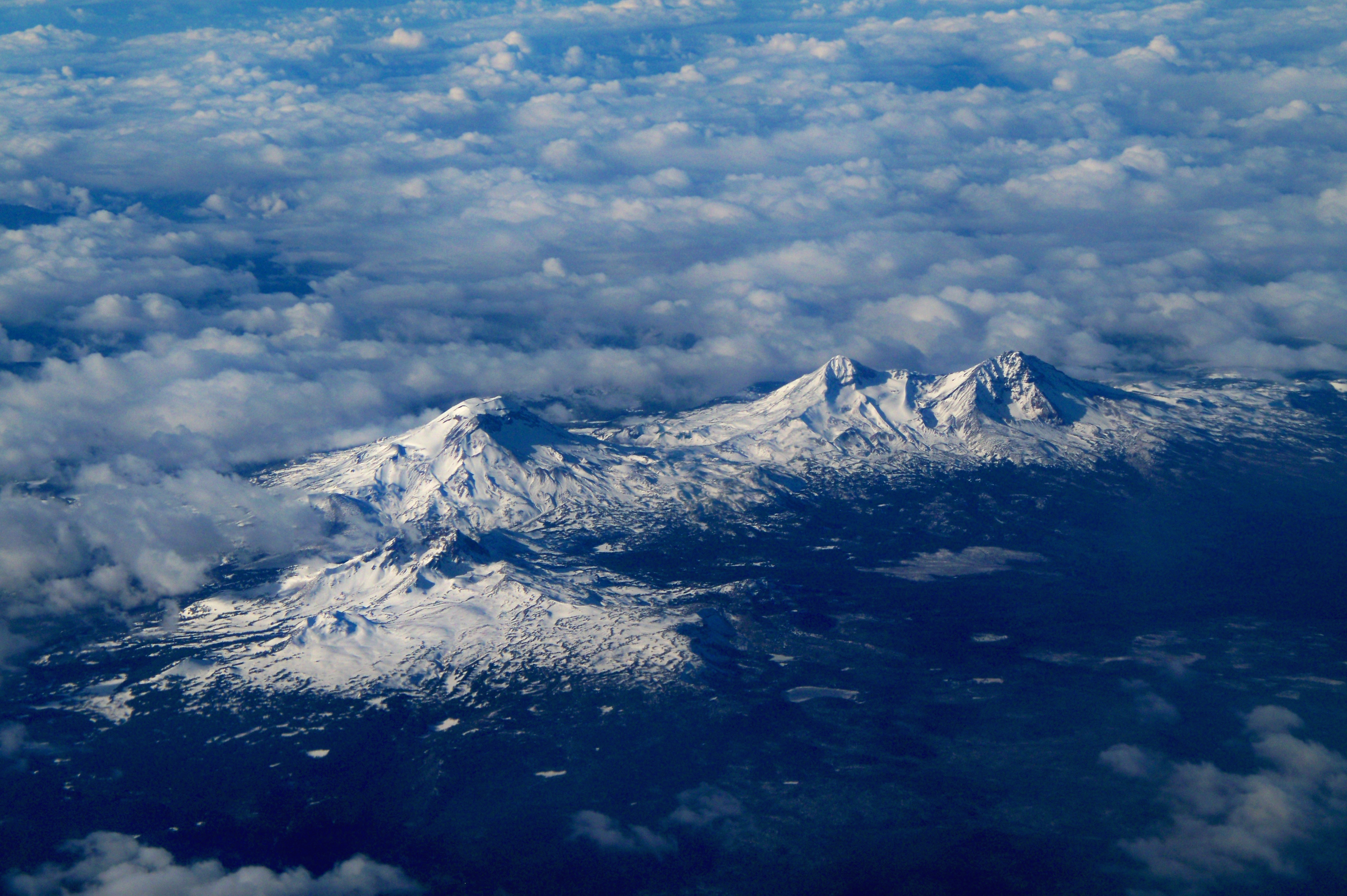
Veduta aerea delle Three Sisters con il Broken Top (in basso a sinistra) da est

La Three Sisters Marathon è una manifestazione sportiva lunga 26 km durante la quale si toccano le tre cime in meno di 24 ore, generalmente in direzione nord-sud. Una variazione aggiunge il Broken Top e il monte Bachelor al programma: la salita alla (o la discesa dalla) North Sister avviene attraverso il torrente Pole a est o l'Obsidian a ovest, mentre per la South Sister si devono attraversare il lago Devils o i Green Lakes, a cui si aggiunge un dislivello cumulativo superiore a 1.200 m tra ciascuna delle tre cime.

### Tutela ambientale

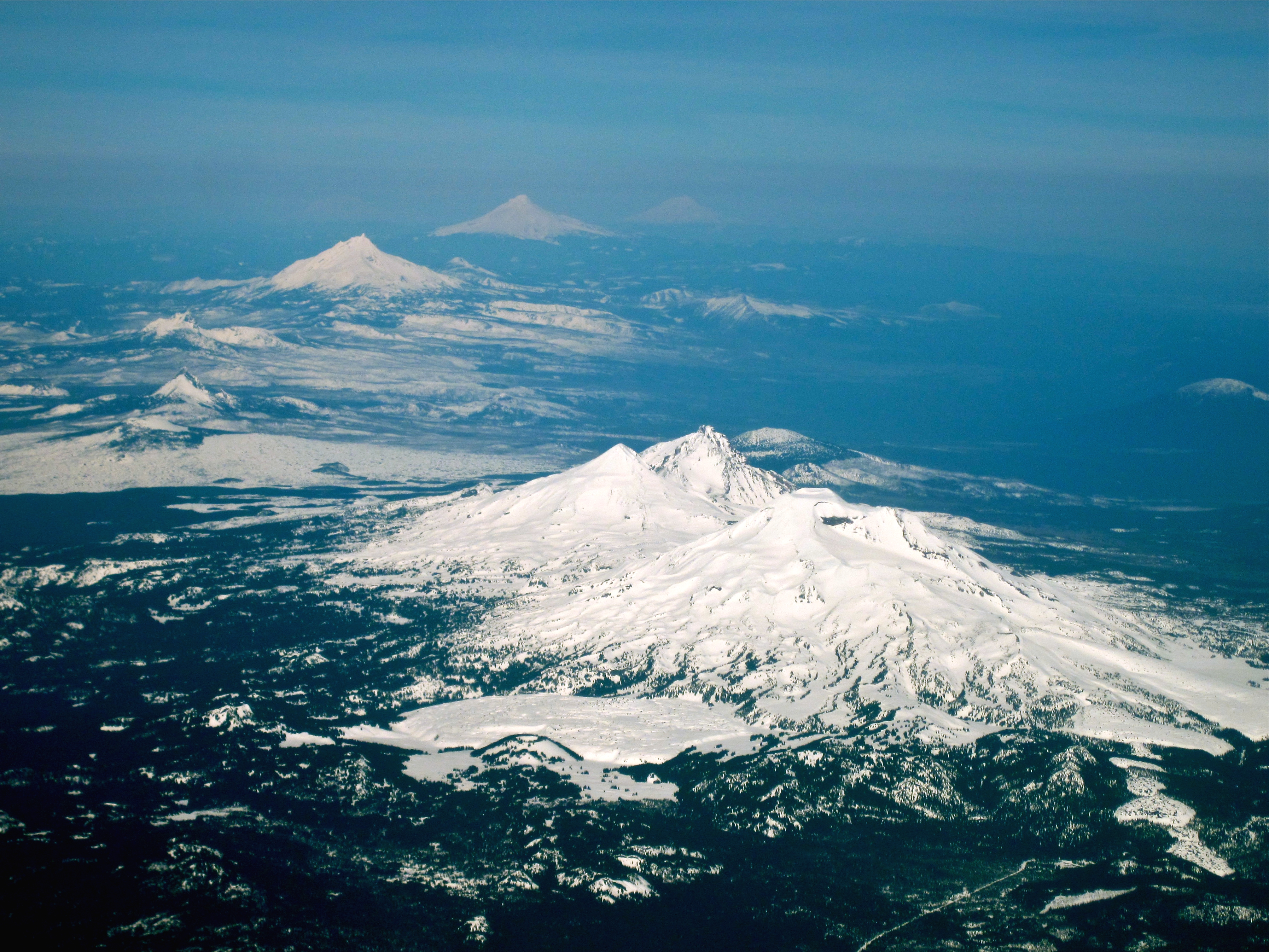
Veduta aerea da sud con le Three Sisters (in primo piano), il cratere Belknap, il monte Washington e il Three Fingered Jack (a sinistra), il monte Jefferson, il monte Hood e il monte Adams (sullo sfondo)

Le Three Sisters risultano protette dal 1964 all'interno di una riserva naturale (Three Sisters Wilderness): con un'ampiezza di 1.154 km², costituisce la seconda più vasta del suo genere nello stato dell'Oregon. I metri di altitudine variano da 560 m alla cima della South Sister, localizzata a 3.157 m s.l.m. La zona tutelata lambisce la riserva del monte Washington a nord e quella di Waldo Lake a sud. La riserva mira a garantire aria e acqua pulite, nonché un habitat preservato per piante e animali rari e in via di estinzione. Risultano consentite le pratiche di escursionismo, trekking, arrampicata, canoa, rafting, ippica, birdwatching o anche astronomia amatoriale, ma si vieta sovente l'uso di qualsiasi tipo di veicolo a motore e l'ingresso a gruppi composti di più di dodici persone. La riserva è gestita in maniera congiunta con la foresta nazionale di Willamette, istituita nel 1933 e vasta 6.790 km², con la foresta nationale di Deschutes, nata nel 1908 e che copre 6.462 km².

## Cultura

### Miti e leggende
Nel 1925, Edwin T. Hodge pubblicò uno studio basato sul suo lavoro, ma anche in parte sulle leggende della cultura delle Tribù confederate di Warm Springs: una di esse raccontava del "monte Multnomah", il quale sorgeva al posto delle Three Sisters, del The Husband e del Little Brother. Questo ipotetico vulcano avrebbe occupato la regione, nell'Oregon centrale, ergendosi con i suoi 4.900 m, numero che lo avrebbe reso il punto più alto della catena delle Cascate. Il rilievo sarebbe poi esploso e crollato su se stesso in un processo simile al monte Mazama:
Tuttavia, Hodge data l'eruzione con la datazione al potassio-argon da 25 a 27 milioni di anni fa. Pare che la sua teoria non si leghi alla leggenda secondo cui l'eruzione precedette in gran parte il popolamento delle Americhe (avvenuto alcune decine di migliaia di anni fa) e persino la comparsa del genere Homo, avvenuta circa 2 milioni di anni fa. Nel 1948, il vulcanologo Howel Williams (1898-1980) dimostrò che ciascuno degli edifici costituisce un vulcano a tutti gli effetti, avanzando altresì l'ipotesi che si fosse di fronte a un supervulcano.
Secondo un'altra leggenda dei nativi americani, Pahto, il monte Adams, era una delle cinque donne del Sole. Questi decapitò per gelosia Wahkshum e Plash-Plash, rispettivamente il monte Simcoe e Goat Rocks, situati più a est e ai quali il Sole parlava per primo ogni mattina. Ora orgogliosa e forte della sua altezza ma non soddisfatta, Pahto si diresse a sud e attraversò la gola del Columbia. Questa si impossessò di tutti gli animali e delle piante che vivevano lungo le sue pendici e nelle valli immediatamente adiacenti. Nessuna punizione venne presa per questi comportamenti e nessuna montagna osò salire al cospetto di Pahto, fino a quando Klah Klahnee aprì gli occhi alle altre vette in merito alla sua avidità. Una volta convintele a muoversi a nord allo scopo di interloquire con Wy'east, il monte Hood, la capopopolo della spedizione suggerì in maniera maligna: "Perché non distruggi Pahto? Perché le permetti di essere meglio di te? Sei alto e forte e un giorno degli esseri umani popoleranno la Terra. Quando scopriranno che permettiamo a Pahto di far suo tutto quello che vuole e di depauperare la natura come preferisce, le persone rideranno di noi". Messosi in moto per raggiungerla, Wy'east dapprima accettò di dialogare con Pahto, ma quando i toni si accesero e l'avidità della seconda emerse ne nacque una lite: Wy'east colpì la rivale sul suo versante orientale e la decapitò a sua volta, formando un mucchio di massi sul suo versante settentrionale. Una volta terminato il combattimento, molto di ciò che era stato loro sottratto andò restituito alle altre montagne.